# Чилапа-де-Альварес
Чилапа-де-Альварес (исп. Chilapa de Álvarez) — город в Мексике, штат Герреро, административный центр одноимённого муниципалитета. Численность населения, по данным переписи 2010 года, составила 31 157 человек.

## Общие сведения
Название Chilapa с языка науатль можно перевести как: на красной реке; окончание Álvarez дано в честь генерала Хуана Альвареса.
Первое упоминание о Чилапе относится к 1522 году, когда испанская армия, двигаясь вглубь страны, под командованием капитана Гонсало де Сандоваля, взяла его без боя.